# Miriam Leone
Miriam Leone (ur. 14 kwietnia 1985 w Katanii) – włoska aktorka filmowa oraz modelka. Miss Włoch 2008. Najbardziej znana z głównej roli w miniserialu Dama w czarnym welonie (2015). Za rolę Claudii Marii Lusi w komedii Babcia w zamrażarce (Metti la nonna in freezer, 2018) zdobyła nominację do Nastro d’argento.

## Wybrana filmografia
- 2015: Dama w czarnym welonie, jako Clara Grandi Fossà
- 2018: Babcia w zamrażarce (Metti la nonna in freezer) jako Claudia Maria Lusi